# کنترل آماری فرایندها

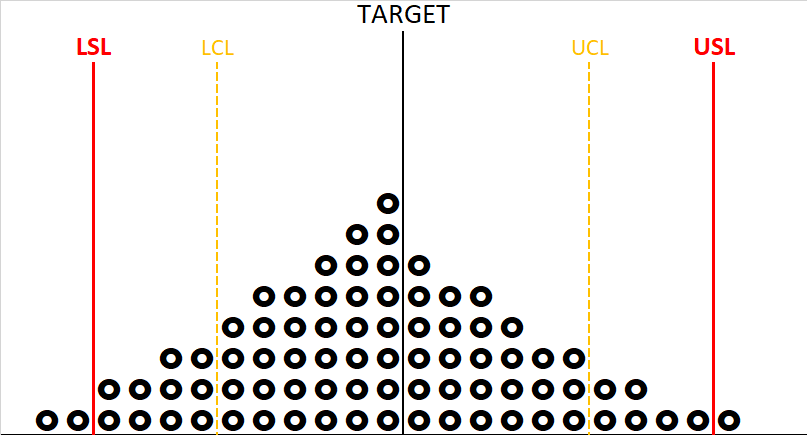
دسته بندی و کنترل آماری فرایند ها در علم آمار

کنترل آماری فرایندها یا اس‌پی‌سی (Statistical process control - SPC) به شیوه‌ای کاربردی و مؤثر مبتنی بر علم آمار گفته می‌شود، که از آن در راستای دیده‌بانی فرایندها توسط چارت‌های کنترل استفاده به‌عمل می‌آید.

## پانوشته‌ها
1. ↑  Monitoring